# Harry Nyberg
Ernst Harry Nyberg, född 4 mars 1936 i Högsböle, Hortlax församling i Norrbottens län, död 5 januari 2024 i Uppsala, var en svensk präst (domprost) och kyrkohistoriker.

## Biografi
Harry Nyberg var son till stuveriarbetaren Ernst Nyberg och hans hustru Alida, född Ström. Efter folkskollärarexamen i Luleå 1958 tjänstgjorde han 1959–1961 som folkskollärare innan han påbörjade teologiska studier i Uppsala. Han blev teol.kand. 1965 och prästvigdes 1967 för Luleå stift.
Han disputerade 1975 i kyrkohistoria vid Uppsala universitet med en avhandling om biskop Nils Lövgren och utnämndes till docent. År 1977 tillträde han en tjänst som stiftsadjunkt i Karlstads stift. Han blev 1982 domprost i Karlstads domkyrkoförsamling, en tjänst han innehade till pensioneringen 2001.
Han var ledamot av kyrkomötet 1983–1985. År 1985 var han preses vid prästmötet i Karlstads stift. Han tog initiativ till det första stiftshistoriska symposiet i Karlstad 1987, och han tjänade som sammanhållande länk för de stiftshistoriska sällskapen och moderator för symposierna fram till 2009. Under åren 1983 till 2009 var han ordförande för Stiftshistoriska sällskapet i Karlstad. Han medverkade i åtskilliga årgångar av Kyrkohistorisk Årsskrift.
Harry Nyberg var också en framträdande person inom Svenska Frimurare Orden, och utnämndes 2006 till riddare av Carl XIII:s Orden.
Under 1980-talet och början av 1990-talet var han kandidat i flera biskopsval: Karlstad 1986, Uppsala 1990, Göteborg och Växjö 1991.
Harry Nyberg var gift med småskollärarinnan Borghild, född Lundgren (1935–2009).

## Tryckta skrifter
- Från väckelsemiljö till kyrkomedvetande i kyrkokris: en studie i Nils Lövgrens utveckling 1852–1896/98. Doktorsavhandling i kyrkohistoria, Uppsala universitet. Skrifter utgivna av Svenska kyrkohistoriska föreningen II, Ny följd: 23

- Intentionerna och utvecklingen i ett stiftsarbete: det frivilliga stiftsarbetet i Karlstads stift från 1912. Prästmötesavhandling för Karlstads stift 1985
- Karlstads stifts herdaminne från medeltiden till våra dagar. Del 6: Perioden 1960–1999. Stiftshistoriska sällskapet i Karlstads stift 2007
- Karlstads domkyrka: stiftskyrka – församlingskyrka: dokumentation och reflektion, tillsammans med Per Berggrén. Förlag Per Berggrén, Karlstad 2012.
- Klockorna i Bolstads medeltidskyrka. Kultur – historia – budskap. Tillsammans med Per Berggrén. Förlag Per Berggrén, Karlstad 2016
- Carl Adolph Agardh och biskopsvalen i Karlstad 1829 och 1834. Förlag Per Berggrén. Karlstad 2018